# Lettlands herrlandslag i volleyboll
Lettlands herrlandslag i volleyboll (lettiska: Latvijas volejbola izlase) representerar Lettland i volleyboll på herrsidan. Laget slutade på 11:e plats i Europamästerskapet 1995.

### Fotnoter
1. ↑  Todor Krastev (19 mars 1995). ”Men Volleyball XIX European Championship 1995 Athens (GRE) 08-16.09 Winner Italy” (på engelska). Sport Statistics. Arkiverad från originalet den 26 juni 2015. https://web.archive.org/web/20150626133859/http://todor66.com/volleyball/Europe/Men_1995.html. Läst 29 juni 2015.